# Christian Joseph Jagemann

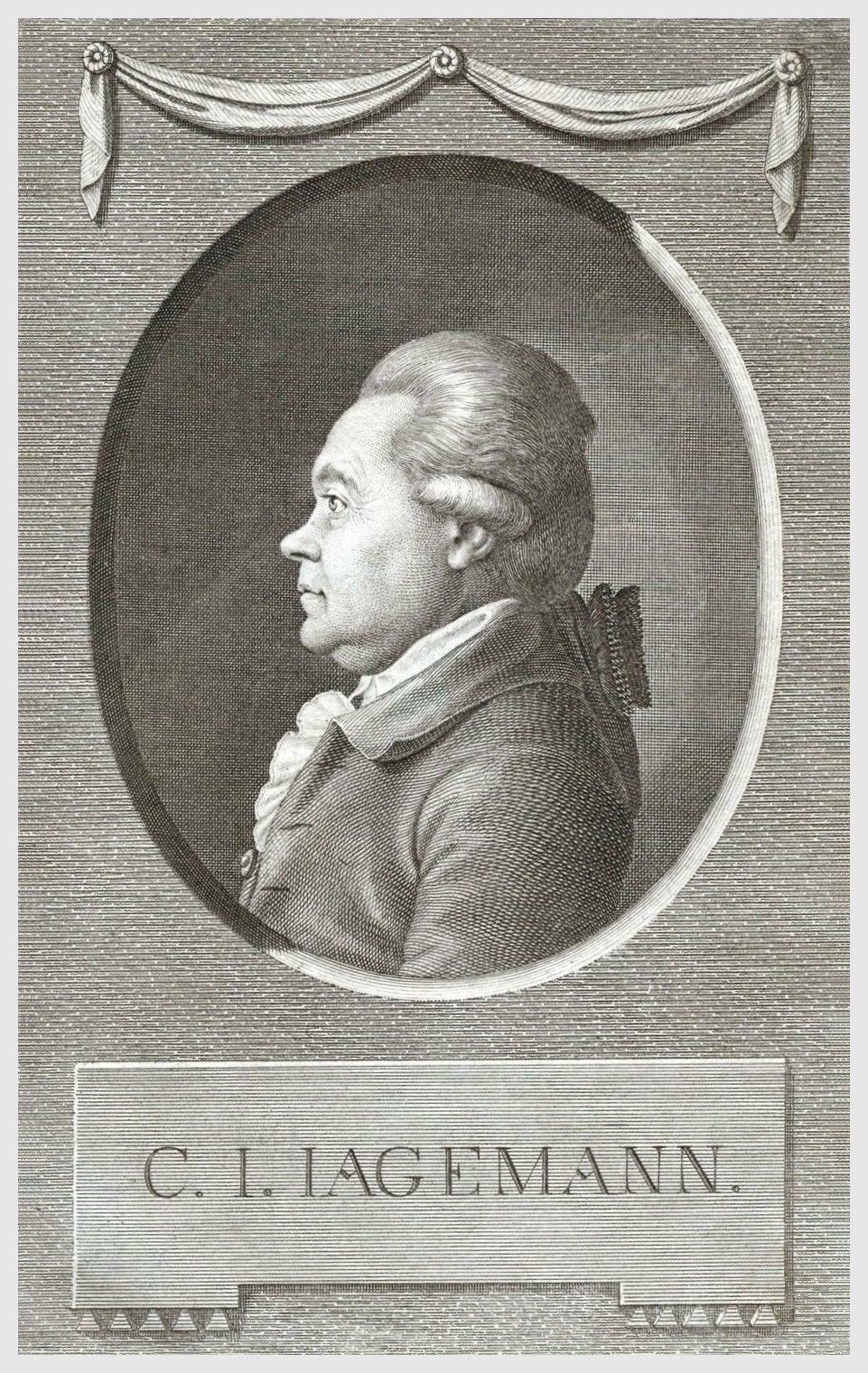
Christian Joseph Jagemann (1790)

Christian Joseph Jagemann (* 1735 in Dingelstädt; † 5. Februar 1804 in Weimar) war ein deutscher Gelehrter, Hofrat und Bibliothekar.

## Leben
Jagemann wurde entgegen seiner Neigung von seinen Eltern dazu bestimmt, ein Mönch zu werden. 1752 trat er in das Augustiner-Eremiten-Kloster Erfurt ein, floh jedoch schon bald nach Dänemark, wo er Hauslehrer wurde. Um sich mit seinen Eltern zu versöhnen, und wegen Heimweh kehrte er in seine Heimat zurück und musste zur Sühne als katholischer Priester nach Rom und Florenz gehen. Nach seiner Heimkehr wurde er vom Kurfürsten von Mainz 1774 zum Direktor eines kirchlichen Gymnasiums in Erfurt ernannt. Nach dem Tod des Kurfürsten verlor er diese Stelle im folgenden Jahr. Er trat zum Protestantismus über und wurde 1775 Bibliothekar der Herzogin Anna Amalia in Weimar; 1785 auch Rat.
Durch seine Veröffentlichungen förderte Jagemann die Kenntnisse des älteren Italienischen in Deutschland. 1788 wurde er von Giacomo Casanova eines Plagiats bezichtigt, wobei freilich Jagemanns venezianischer Verleger Antonio Zatta Urheber von nicht gekennzeichneten Übernahmen aus Casanovas Werk gewesen sein dürfte. Sein Nachfolger in diesem Amt wurde Carl Ludwig Fernow.

## Familie
Jagemann hatte mit seiner Ehefrau Marianne Barbara geb. Spörer (* 19. Mai 1748 in Schwabach, † 10. September 1825 in Weimar) drei Kinder:
- Karoline Jagemann (1777–1848), Schauspielerin und Sängerin, Geliebte des Großherzogs Karl August von Sachsen-Weimar, der ihr das Rittergut Heygendorf schenkte
- Ferdinand Jagemann (1780–1820), Maler, Schüler von Kraus in Weimar und Füger in Wien, malte Bildnisse u. a. auch von Goethe
- Marianne (1784–1858), von 1806 bis 1815 mit dem Legationsrat und Abenteurer Adolph Freiherr von Danckelmann verheiratet

Jagemann ließ sich Anfang 1788 scheiden und ging im August 1788 eine zweite Ehe ein; die Töchter blieben bei ihrer Mutter.

## Werke
- Geschichte der freien Künste und Wissenschaften in Italien, 5 Bände, 1777–1781
- Magazin der italienischen Literatur und Künste, 8 Bände, 1780–1785
- Italienisches Wörterbuch, 4 Bände, 1803
- Übersetzung: „Die Hölle“ aus Dantes „Göttliche Komödie“ 1780–1782 (elektronischer Text der Übersetzung auf www.dantealighieri.dk)
- Übersetzung von Goethes „Hermann und Dorothea“ (elektronischer Text (Ermanno e Dorotea) auf www.dantealighieri.dk),
- Geographische Beschreibung des Großherzogtums Toskana, Gotha 1775